# اندیس آنومالی برمزید
آنومالی برمزید یک اندیس فلزی است که در حوالی شهر بیرجند استان خراسان قرار دارد و مادهٔ معدنی موجود در آن، طلا است.  